# Cuera
Antiguamente, se llamaba cuera a una especie de chaquetilla de cuero grueso que se llevaba sobre el jubón.

## Tipos de cueras

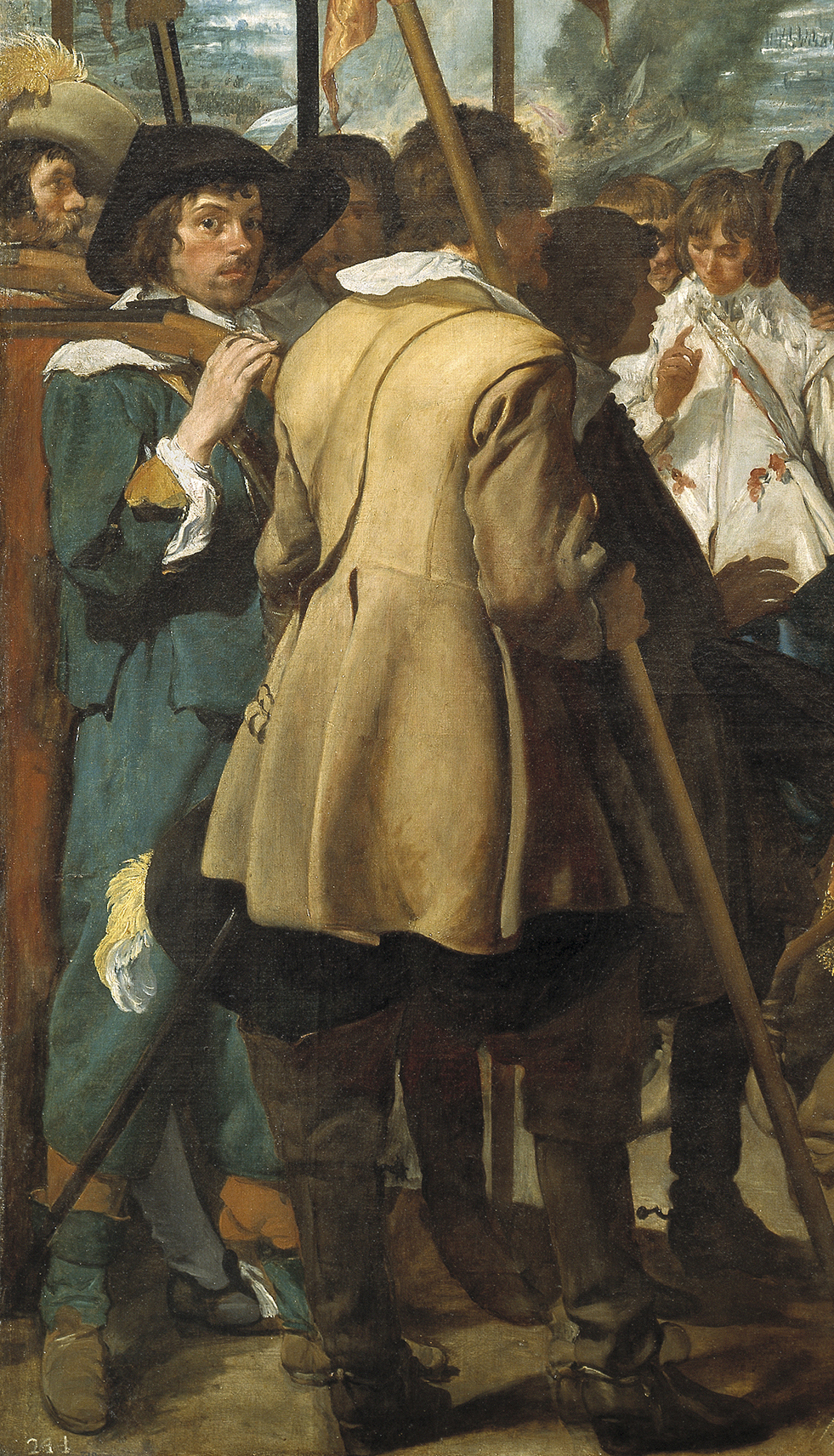
Soldado con cuera, en La Rendición de Breda de Velázquez (detalle) 1634

- Cuera de ámbar. Se llamaba así a la cuera que se solía perfumar antiguamente con ámbar.Soldado con cuera, en La Rendición de Breda de Velázquez (detalle) 1634Cuera de mallas. Pequeño jaco o coleto de malla que usaba la infantería en los siglos XVI y XVII.
- "Cuera" Abrigo o coraza, consistente en siete capas[cita requerida] de cuero o piel curada (llegaba a pesar más de diez kilogramos), que usaban los soldados sobre el uniforme, en vez de la coraza metálica, de la caballería española en la frontera norte de Nueva España (Actualmente el sur de EE. UU.). Denominados por eso soldados de cuera. Brindaba protección eficaz contra las armas de los indígenas norteamericanos.

Las cueras de varias capas de piel curada eran capaces de proteger contra balas muertas (balas que viniendo de una muy larga distancia han perdido en gran medida su fuerza inicial),[cita requerida] pero no contra disparos directos.